# Huo-cheng

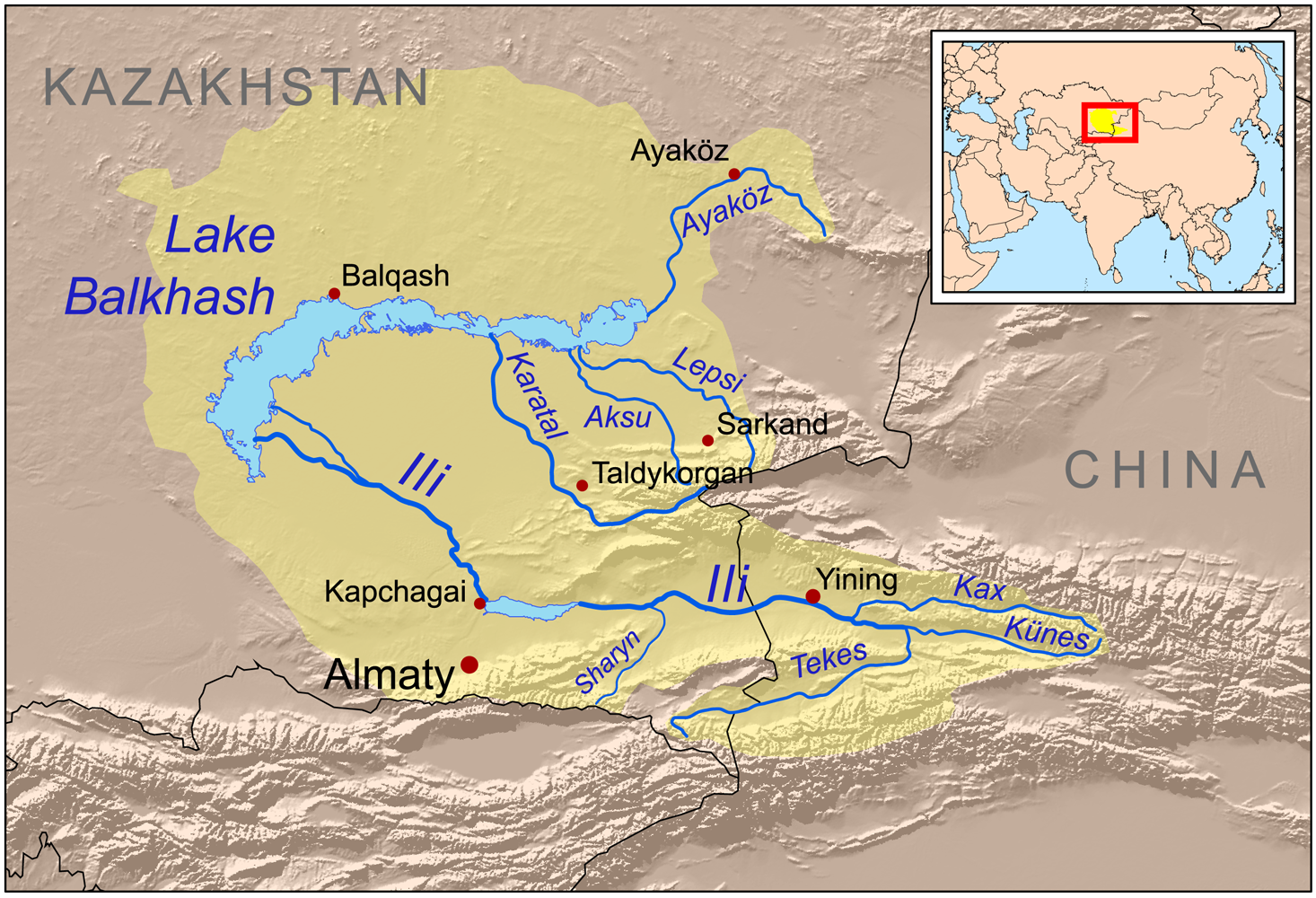
Huo-cheng ou Huocheng está situada no Vale do Rio Ili.

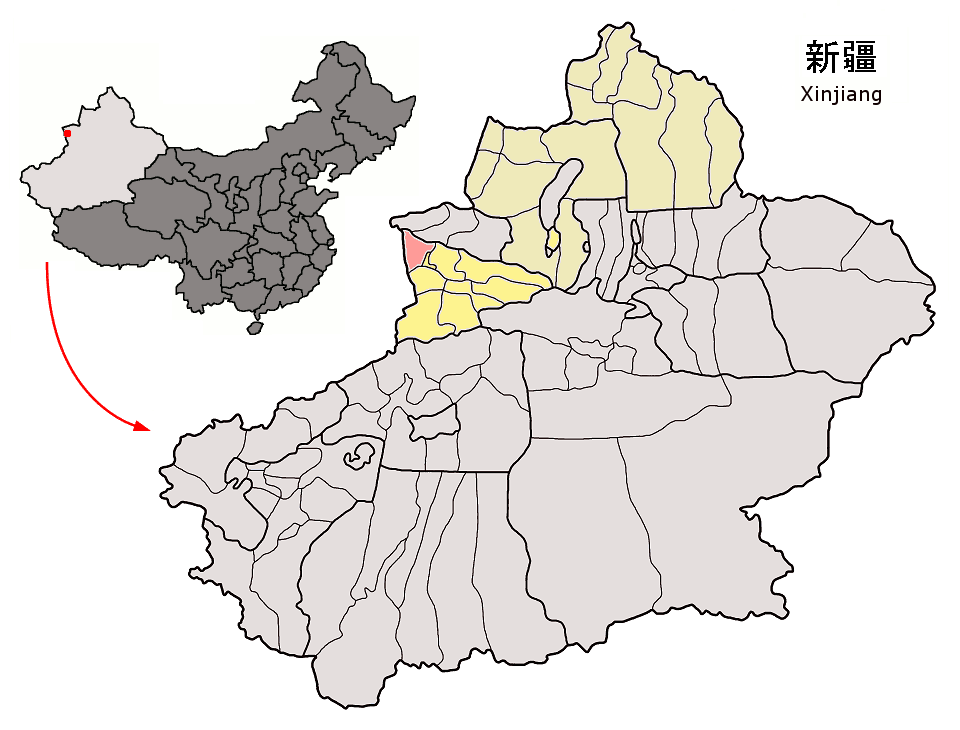
Localização de Huocheng em Sinquião.

Huo-cheng ou Huocheng (chinês tradicional: 霍城縣, chinês simplificado: 霍城县, pinyin: Huòchéng Xiàn; em uigur:  قورغاس ناھىيىسى) é um dos oito municípios chineses (Horgos) da região do Vale do Rio Ili, em Sinquião, China.
O local foi um dos pontos de uma das variantes terrestres da Rota da Seda, e foi a capital do Canato de Chagatai.
Atualmente se destaca pela produção de lavanda, sendo responsável por 95% da produção de lavanda na China. A cidade está na mesma latitude de Provença, na França, outro importante centro produtor de lavanda, que tem condições climáticas e de solo semelhantes. A produção de lavanda teve início na década de 1960.